# Parafia Wniebowzięcia Najświętszej Maryi Panny w Komarnikach
Parafia Wniebowzięcia Najświętszej Maryi Panny w Komarnikach − parafia rzymskokatolicka znajdująca się w archidiecezji lwowskiej w dekanacie Sambor.
Parafia nie posiada własnego proboszcza i jest administrowana dojazdowo przez proboszcza parafii Turka.